# Zaphne diffinis
Zaphne diffinis är en tvåvingeart som först beskrevs av Huckett 1965.  Zaphne diffinis ingår i släktet Zaphne och familjen blomsterflugor. Inga underarter finns listade i Catalogue of Life.